# Francisco Asorey
Francisco Asorey González (Cambados, Pontevedra, 4 de marzo de 1889 - Santiago de Compostela, La Coruña, 2 de julio de 1961), comúnmente citado como Asorey, fue un escultor español, considerado por algunos críticos como una de las figuras más relevantes de la renovación del arte escultórico español del siglo XX. De niño ya había destacado en la realización de Cristos y santos de madera.

## Galería de imágenes de Francisco Asorey

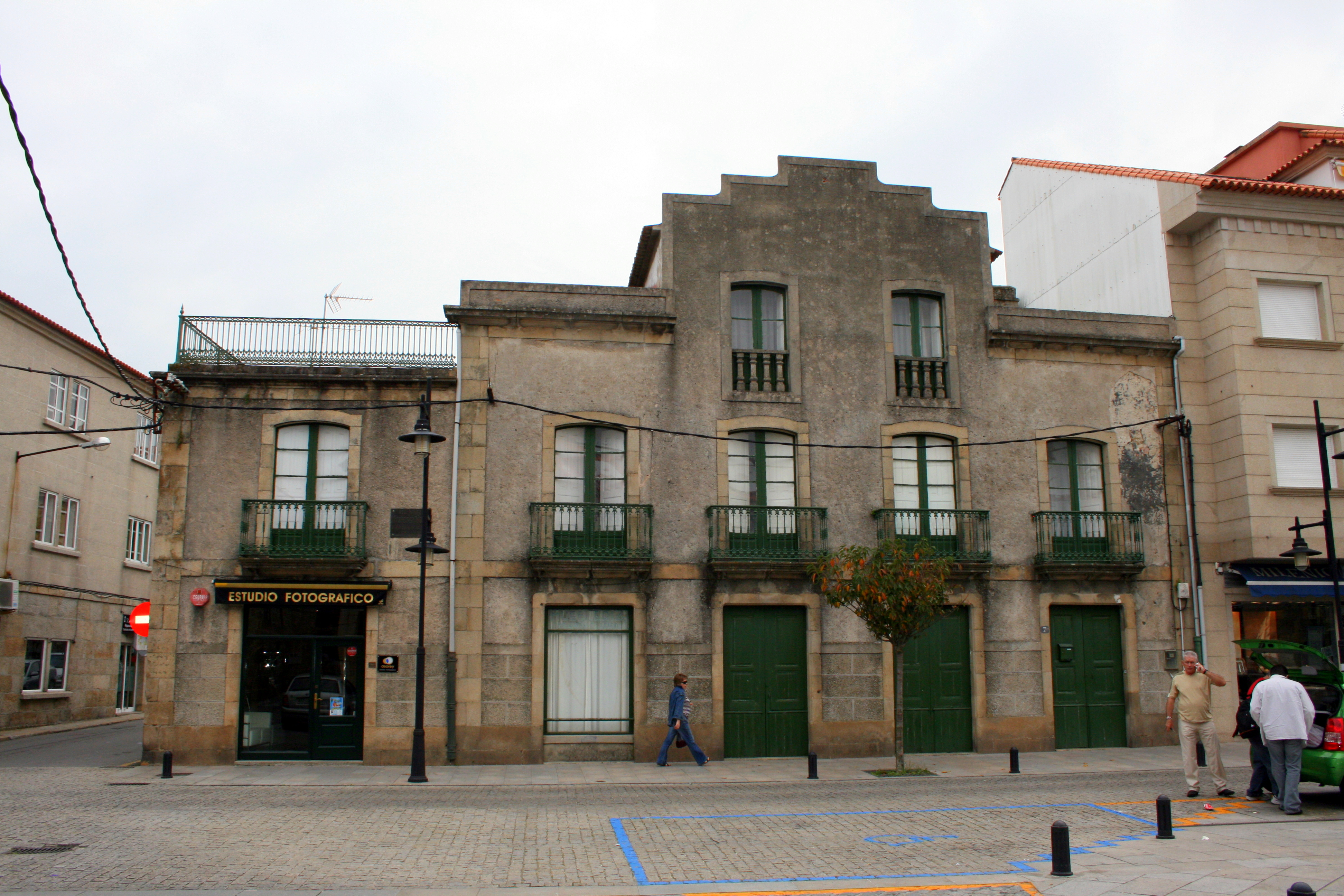
Casa natal de Francisco Asorey en Cambados
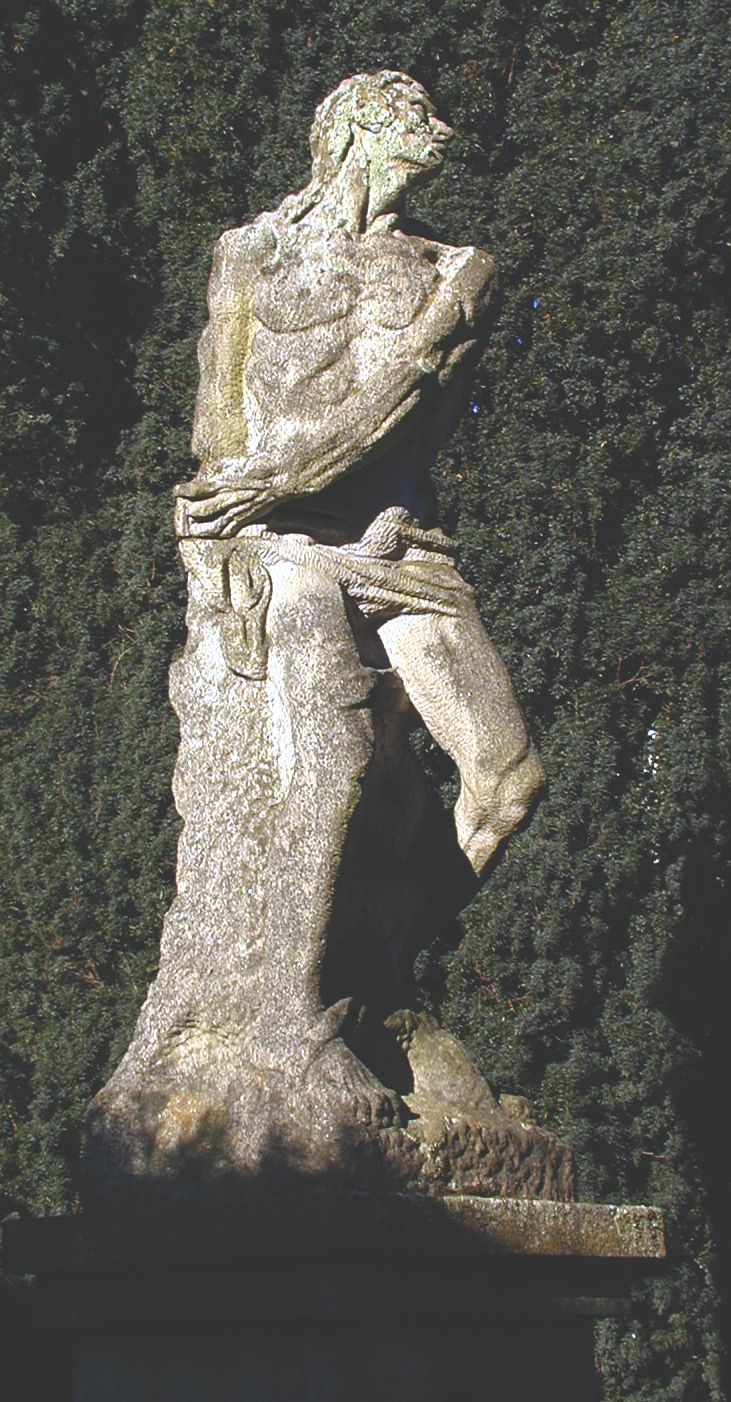
Monumento a Cabanelas, Pontevedra
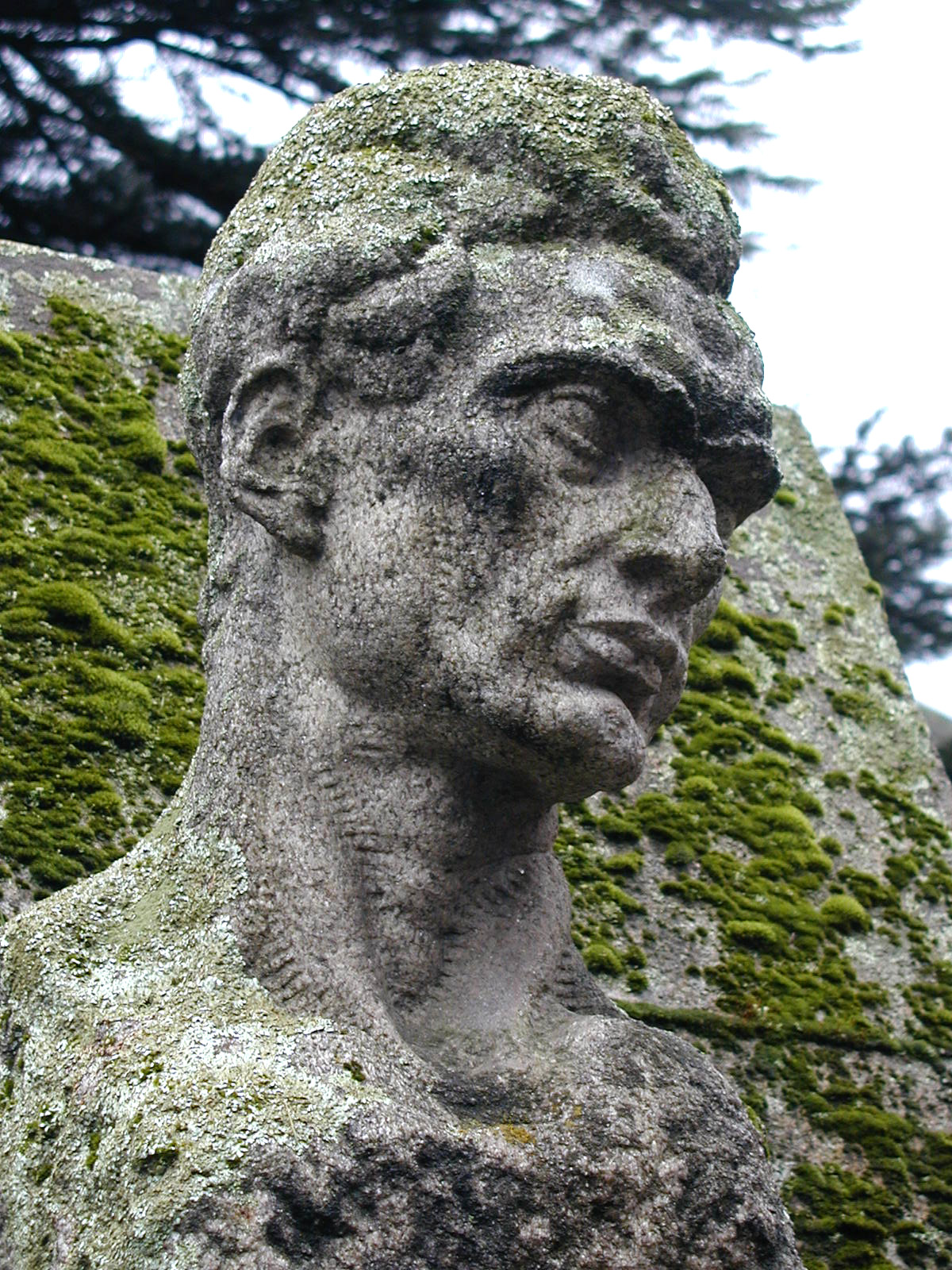
Retrato del violinista Manuel Quiroga, Pontevedra
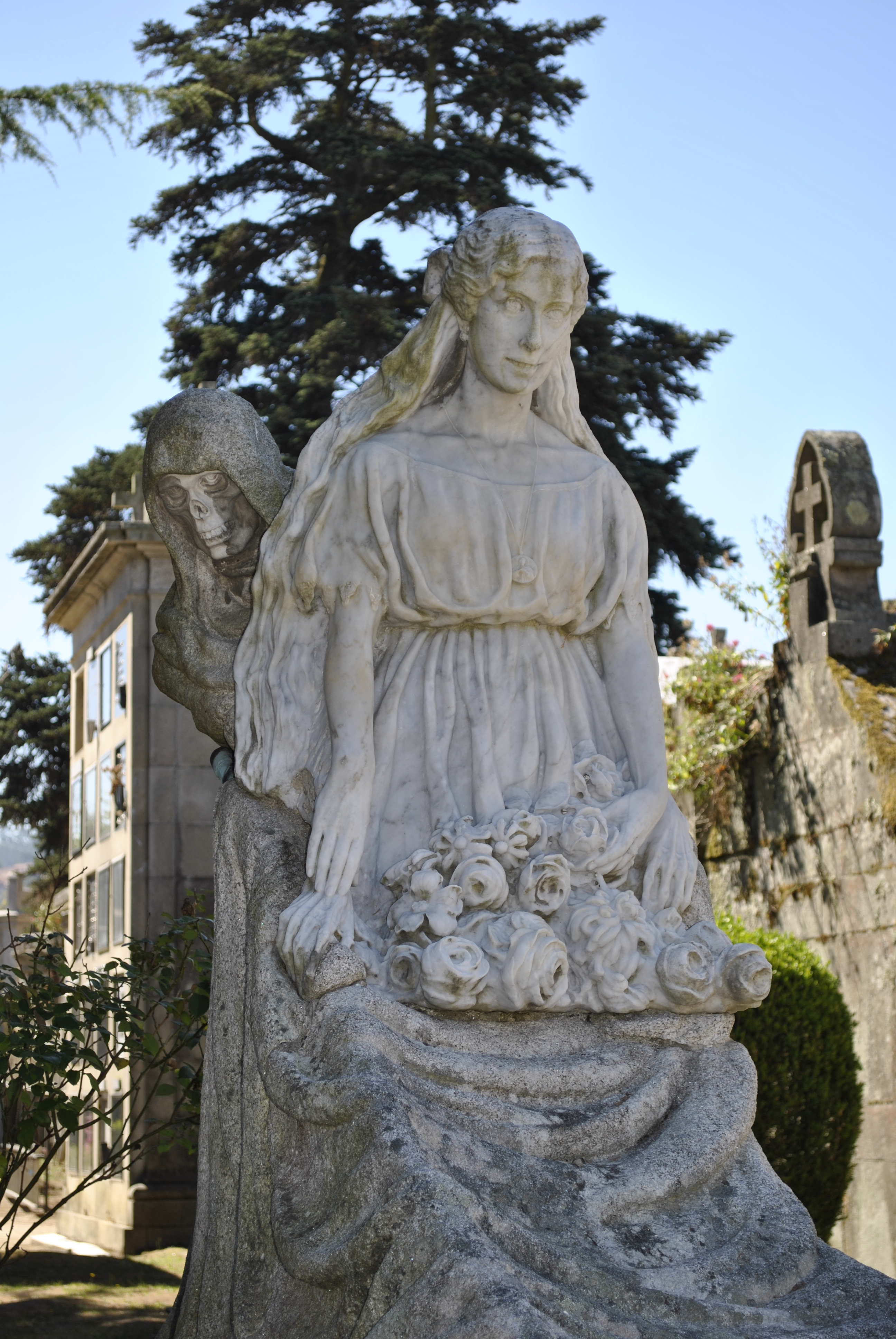
La muerte acecha tras la doncella, Cementerio de Pereiró

## Biografía
Nacido en Cambados, a la orilla de la ría de Arosa, Asorey estudió en el colegio de los Salesianos en Sarriá (actualmente un barrio de la ciudad de Barcelona) y posteriormente en el de Baracaldo (Vizcaya), donde fue profesor de dibujo de 1906 a 1909. En Baracaldo también tuvo un importante taller de imaginería. Con su obra Viuda del Pescador, fruto de este taller, Asorey obtuvo la segunda medalla de la Exposición Regional Gallega celebrada en Santiago de Compostela en el año 1909. Pasó luego a Madrid, donde realizó sus primeros encargos de importancia. A disgusto con el ambiente artístico de la capital se trasladó a Santiago de Compostela en 1918, habiendo obtenido plaza como escultor anatómico de la Facultad de Medicina. Formó parte del Cenáculo de los Inmortales en el momento de apogeo de la tertulia que celebraban todas las noches en el Café Suizo. En 1919 se casó y comenzó a enviar sus obras a las Exposiciones Nacionales, obteniendo gran éxito de crítica. Residió durante el resto de su vida en Santiago.

## Obra
- Naiciña (1922).
- Esculturas para la Escuela Naval de Marín
- O tesouro (1924).
- Santa gallega (1926).
- San Francisco (1926), Museo Provincial de Lugo.
- Monumento a San Francisco, Santiago de Compostela (1926–1930).
- Monumento a José García Barbón, Vigo (1927).
- Monumento al Teniente Coronel Teijeiro, Oviedo.[3][4]
- Monumento ao aviador Joaquín Loriga, Lalín, Pontevedra (1933).
- Monumento a Ramón María Aller Ulloa Lalín, Pontevedra
- Monumento a Curros Enríquez, La Coruña (1934).
- Monumento a los Caídos en África, Ferrol (1949).
- Monumento a Guillermo Álvarez Pérez, en Cortegada (Ourense) 1959